# C'est ma chance

C'est ma chance (It's My Turn) est une comédie romantique américaine, centrée sur les relations humaines et amoureuses, réalisée par Claudia Weill et sortie en 1980.

## Synopsis
Kate Gunzinger est professeur de mathématiques dans une université de Chicago. Elle vit depuis peu avec Homer, un divorcé père de deux enfants.
Kate profite d'un entretien d'embauche à New York (un poste lui est proposé, mais il est essentiellement administratif et risque de l'empêcher de mener ses recherches comme elle le souhaite) pour aller assister au mariage de son père, veuf. Elle rencontre alors le fils de la mariée, Ben Lewin, un ancien joueur de baseball professionnel. Ben est marié, mais une relation se développe avec Kate.

## Fiche technique
- Titre français : C'est ma chance
- Titre original : It's My Turn
- Réalisatrice : Claudia Weill
- Scénario : Eleanor Bergstein
- Musique : Patrick Williams
- Directeur de la photographie : Bill Butler
- Montage : Byron 'Buzz' Brandt, James Coblentz, Marjorie Fowler et David Bretherton (non crédité)
- Productrice : Jay Presson Allen
- Distribution des rôles : Jane Jenkins
- Création des décors : Jackson De Govia
- Création des costumes : Ruth Myers
- Format : Couleur - 1,85:1 - 35 mm -  Son Dolby Digital
- Pays de production :  États-Unis
- Genre : Comédie dramatique
- Date de sortie :
  - France : 1er avril 1981

## Distribution
- Jill Clayburgh (VF : Béatrice Delfe) : Kate Gunzinger
- Michael Douglas (VF : Marc François) : Ben Lewin
- Charles Grodin (VF : François Leccia) : Homer
- Steven Hill (VF : Jacques Deschamps) : Jacob, le père de Kate
- Beverly Garland (VF : Jacqueline Porel) : Emma, la mère de Ben
- Teresa Baxter (VF : Francine Lainé) : Maryanne, la soeur de Ben
- Charles Kimbrough (VF : Bernard Tiphaine) : Jerome, le beau-frère de Ben
- Joan Copeland (VF : Sylvie Moreau) : Rita, la tante de Kate
- Dianne Wiest (VF : Catherine Lafond) : Gail, la fille de Rita (creditée Diane Wiest)
- John Gabriel (VF : Georges Poujouly) : Hunter, le fiancé de Gail
- Daniel Stern (VF : Patrick Poivey) : Cooperman, élève de Kate
- Jennifer Salt (VF : Jackie Berger) : Maisie, collègue de Kate
- Roger Robinson (en) (VF : Sady Rebbot) : Flicker
- Noah Hathaway (VF : Jackie Berger) : le fils d'Homer
- Marlyn Gates : la fille d'Homer